# 静脉成像
静脉成像（英語：Venography，也作）是将一种特殊的染料注入靜脈后，利用X射线拍摄静脉的血管造影方法。染料必须要通过一根导管不断地注入人体。一般来讲，导管会经由腹股沟打入，随后顺着血管系统移动至合适的位置。
Category:Projectional radiography